# Maleficia
Met maleficia verwees men in de tijd van de heksenvervolgingen naar kwaadwillige handelingen die heksen en tovenaars zouden doen om mensen, dieren of gewassen schade toe te brengen.
Hoewel dit geloof ook al in de oudheid bestond, werd de term met name tijdens de heksenvervolgingen uit de late middeleeuwen en de renaissance gehanteerd als 'verklaring' voor ongelukken zoals mislukte oogsten, ziekten van het vee en ongevallen. Het hoefde niet eens zo spectaculair te zijn, want ook luizen of het verlies van een voorwerp, het zuur worden van de melk en elke denkbare tegenslag werd al gauw toegeschreven aan een heks of zwarte magiër. Sommige heksen zouden ook in staat zijn om problemen te veroorzaken door er gewoon aan te denken. Dat bestaande volksgeloof werd door de katholieke Kerk tijdens de renaissance gedemoniseerd. Geloofd werd dat achter de maleficia iemand zat die een pact met de duivel had gesloten. Alles wat mis ging werd toegeschreven aan heksen, wat resulteerde in vervolging en veroordeling.
Maleficia zou voor vervloekingen gebruikmaken van het boze oog, diverse bezweringen, magische drankjes en dergelijker. De effecten evan konden worden bezworen met weer andere spreuken en kruidendrankjes. Als in de oudheid een wijze vrouw bij een zieke patiënt pleitte voor gebruik van een specifiek geneesmiddel en de gezondheid van de patiënt verergerde, dan werd de vrouw  beschuldigd een heks te zijn die maleficia had toegebracht aan de patiënt.